# Жінка нашого часу
«Жінка нашого часу» (фр. «Une femme de notre temps») — французька кінодрама 2022 року, знята режисером Жан-Полем Сівейраком, з Софі Марсо у головній ролі.

## Сюжет
Жюліана Вербек — суперінтендант поліції Парижа. Вона жінка великої моральної цілісності та внутрішньої сили. Але відкриття подвійного життя її чоловіка раптово змусить Жюліану втратити рівновагу і призведе до поведінки та вчинків, на які вона ніколи не вважала б себе здатною…

## У ролях
- Софі Марсо — Жюліана Вербек
- Йохан Гельденберг — Юго Вербек
- Крістіна Флутур — Віржинія
- Елоїза Буске — Солен
- Міхаель Ерпельдан — Нільс
- Оссіні Ембарек — Самі
- Крістіль Корніль — Фаб'єн
- Олівія Форест — Лідія Краше
- Сара-Лор Естранья — Констанс
- Матільда Вейль — Агата Вербек
- Жюлі Брохен — комісар інспекції національної поліції
- Манюель Ле Левр — єгер-поліцейський
- Гійом Вердьє — поліцейський
- Стефан Меркоїроль — Сантіс
- Жюльєн Лопес — садівник
- Мохамед Бадіссі — слідчий
- Моріс Крамер — Копо
- Олів'є Нево — епізод
- Серж Ніколаї — капітан жандармерії
- Фредерік Радепон — жандарм у готелі
- Лу Валентіні — жандарм у готелі
- Валері Траяновскі — портьє готелю

## Знімальна група
- Режисер — Жан-Поль Сівейрак
- Сценарист — Жан-Поль Сівейрак
- Оператор — П'єр-Юбер Мартен
- Композитор — Валентин Сільвестров
- Художник — Бріджитт Брассар
- Продюсери — Фредерік Нідермайєр, Урі Мільштейн
- Кастинг-директори — Констанс Демонтуа, Маржолен Гранджен, Валері Траяновскі